# 伍德-隆達爾代謝途徑

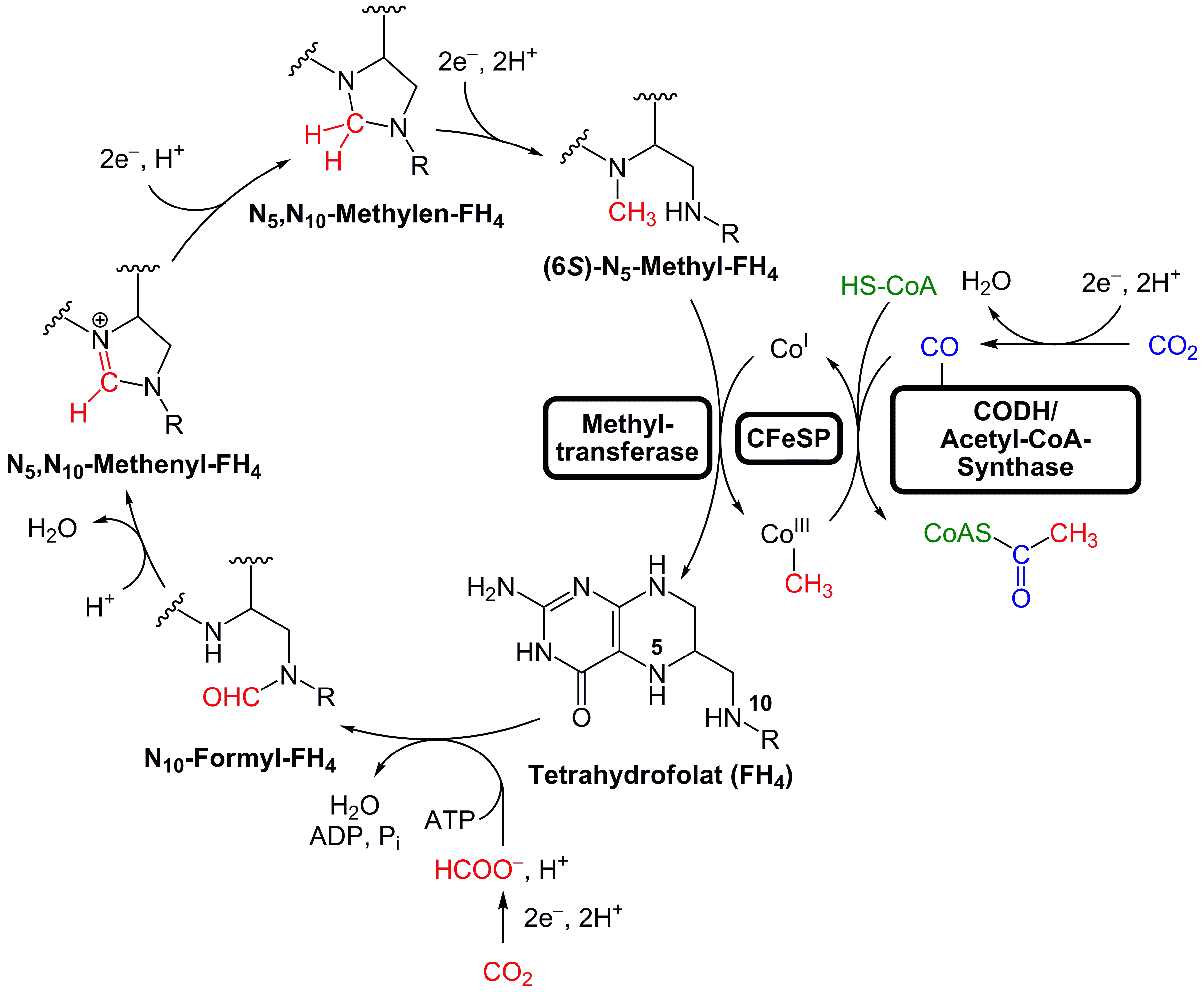
還原性乙醯輔酶A途徑

伍德－隆達爾代謝途徑（Wood–Ljungdahl pathway）是一類為產醋酸鹽細菌跟產甲烷古菌所用的生物化學反應，這代謝途徑又被稱為還原性乙醯輔酶A途徑。這反應使得生物體可用氫作為電子予體，以二氧化碳作為電子受體，並使得生物體能以之作為生物合成的基礎。
在這代謝途徑中，二氧化碳被還原成一氧化碳及甲酸，或直接被還原成醛，而這醛會再進一步地被還原成甲基並與一氧化碳和輔酶A反應生成乙醯輔酶A。
兩個特定的酵素會參與一氧化碳部分的途徑：一氧化碳脫氫酶和乙酰輔酶A連接酶。其中前者會催化二氧化碳的還原反應；而後者會將如此產生的一氧化碳與甲基連接以生成乙醯輔酶A。
一些厭氧的細菌和古菌也會使用逆向的伍德－隆達爾代謝途徑來分解乙酸鹽，像例如說一些產甲烷菌會將乙酸鹽分解為甲基與一氧化碳，並進一步將甲基給還原成甲烷，同時將一氧化碳給氧化成二氧化碳；另一方面，硫還原細菌會將乙酸鹽給完全氧化成氫氣與二氧化碳，與此同時將硫酸鹽給還原成硫化物。在逆向途徑中，乙酰輔酶A連接酶有時又被稱為乙酰輔酶A脫羧酶。
這途徑同時出現於產醋酸細菌跟產甲烷古菌當中；與逆向三羧酸循環與卡爾文循環不同的是，這反應並不是循環的。近期對一系列細菌和古菌的基因研究的研究發現，所有細胞生物的最後共祖可能是在熱液中使用伍德－隆達爾代謝途徑的生物；而對代謝途徑的系統發生重構也支持此點；然而在近期嘗試重現此類還原二氧化碳途徑的實驗中，只有非常少量（少於0.03mM）的丙酮酸鹽用自然鐵做還原劑；而在熱液環境中只有更少量的（大約10μM）用氫氣做還原劑。

## 延伸閱讀
- Wood HG. . FASEB J. February 1991, 5 (2): 156–63. PMID 1900793. S2CID 45967404. doi:10.1096/fasebj.5.2.1900793.
- Diekert G, Wohlfarth G. . Antonie van Leeuwenhoek. 1994, 66 (1–3): 209–21. PMID 7747932. S2CID 7473300. doi:10.1007/BF00871640.